# Чавкин, Василий Ильич
Василий Ильич Чавкин (10 мая 1933, Орехово-Зуево, Московская область, СССР — 27 мая 2004, Орехово-Зуевский район, Московская область, Россия) — советский футболист, защитник, мастер спорта СССР.

## Биография
Коренной ореховец. В «Знамени Труда» играл правым защитником. Любимец местной публики. Болельщики на трибунах поднимали плакаты «Вася, так держать!». В розыгрыше Кубка СССР 1962 «Знамя Труда» дошло до финала, где на БСА им. В. И. Ленина в присутствии 104 000 зрителей проиграло со счётом 0:2 донецкому «Шахтёру». После финального матча Чавкин был приглашён в московский «Локомотив», но не ушёл. Играл за Орехово до 35 лет, после чего работал в текстильном техникуме преподавателем физкультуры, где в числе его учеников был Александр Уваров — будущий вратарь сборной СССР.
27 мая 2004 года 71-летний Василий Чавкин, посещавший все домашние матчи, однако редко ездивший на выезд, всё-таки решил с клубом отправиться в Щёлково на матч родного клуба. На 82-м километре Горьковского шоссе близ деревни Ожерелки автобус «ПАЗ», перевозивший футболистов команды, врезался в контейнеровоз, который подрезал автомобиль «ВАЗ-2109». Погибло 5 работников клуба (генеральный директор Дмитрий Смирнов, главный тренер Вадим Хныкин, начальник команды Борис Пашков, водитель автобуса Александр Мамонтов и Чавкин) и 4 футболиста (Павел Сухов, Александр Тынянов, Роман Бусурин, Владимир Тутиков). 29 мая 2004 года состоялись похороны, на стадионе «Знамя Труда» выставили восемь гробов.

## Достижения
- Финалист кубка СССР: 1962